# Andrea Künzig
Andrea Künzig (* 1963 in Aschaffenburg) ist eine deutsche Fotografin.

## Leben und Werk
Andrea Künzig schloss 1991 ihr Diplomstudium an der Freien Universität Berlin im Fach Politikwissenschaft mit Schwerpunkt Naher Osten und internationale Politik ab.
1994 bis 1996 lebte und arbeitete sie als freiberufliche Fotografin in Jerusalem und dokumentierte die Friedensbemühungen im israelisch-palästinensischen Konflikt.
1998/99 arbeitete sie über ein halbes Jahr in Kenia und begann im Auftrag der Zeitschrift Geo das bis 2019 andauernde Langzeitprojekt „Basic Needs. Menschenkinder“ (Wie lebt ein Kind in Afrika?) zu dokumentieren.
In diesem Zeitraum über zwei Jahrzehnte fotografierte sie in regelmäßigen Abständen vor Ort in Kenia die Lebensgeschichte des Jungen Francis Mutia. Die Fotografin hat den Fokus des Projektes erweitert und den Alltag, die Lebensumstände und die Entwicklung der Bewohner des kenianischen Dorfes Musalala mit eingeschlossen.
2001 bis 2004 besuchte Andrea Künzig die Meisterklasse „Fotografie am Schiffbauerdamm“ bei Arno Fischer. Daneben folgen bis 2004 weitere Auftragsreisen für Hilfsorganisationen, Magazine und Zeitungen in den Nahen Osten und nach Ostafrika.
2009 bis 2014 lebte und arbeitete sie in Istanbul. Seit 2014 ist ihre Basis in Berlin.
Sie erhielt Lehraufträge und veranstaltete Foto-Workshops u. a. 2004 für Inwent in der Mongolei, 2007 für das Goethe-Institut in Mumbai und 2014 in Istanbul.
2012 bis 2014 war Andrea Künzig als Fotoexpertin Jurymitglied des „Grenzgänger“-Programms der Robert-Bosch-Stiftung.
Andrea Künzig erarbeitet weltweit vor allem Reportagen und Langzeitprojekte zu sozialpolitischen und humanitären Themen. Aufträge und eigene Projekte führten sie u. a. nach Indien, Sri Lanka, in die Mongolei, nach Mikronesien, Ägypten, Jordanien, in den Libanon, nach Syrien, Israel und die Palästinensischen Gebiete, Bahrain, Äthiopien, Kenia, Tansania, Uganda, Südafrika und Swasiland. Häufig steht das Lebensumfeld von Frauen und Kindern im Mittelpunkt der fotografischen Arbeiten. In ihren sozialdokumentarischen Fotoreportagen hat Andrea Künzig u. a. die Themen HIV, Fistula, Kinderarbeit, Schuldknechtschaft, Wanderarbeit, medizinische Versorgung oder FGM (Female genital mutilation) dokumentiert. Ein weiterer Schwerpunkt der Fotografin ist die Dokumentation von Gesellschaften oder Volksgruppen zwischen Tradition und Moderne.
Nach ihrem langjährigen Aufenthalt im Nahen Osten entstand 2004 der Fotoband „Visions: Palestine“
und während der Zeit in Istanbul erschien 2010 der Bildband „Istanbulum“ (Mein Istanbul).
Seit 2017 liegt der Schwerpunkt auf freien Projekten im künstlerischen Bereich, u. a. begann Andrea Künzig ein Langzeitprojekt zum Thema „Natur und Klimawandel“ in unterschiedlichen Regionen Deutschlands. Sie fotografiert hierfür in Wäldern, Biosphärenreservaten und Nationalparks und erforscht mit der Kamera Ursprünglichkeit und Wandel der Wälder, auch im Kontext der Klimakrise. Die Ergebnisse wurden in einer Serie von Ausstellungen unter dem Titel „NATURE_up side down“ präsentiert. Zur Vertiefung ihres Wissens über die Natur in der Photographie hat die Fotografin eine Ausbildung zur Waldführerin bei dem Förster und Autor Peter Wohlleben in der Waldakademie in Wershofen, Deutschland, absolviert.
Andrea Künzig wird durch die Agentur „laif – Photos & Reportagen“ vertreten. Seit 2022 ist die Agentur in eine Genossenschaft umgewandelt worden und Andrea Künzig ist ebenfalls Mitglied der „laif foundation for independent photojournalism“. Sie fotografiert freiberuflich u. a. für National Geographic Traveller, GEO, The Guardian, Der Spiegel, DIE ZEIT, Brigitte und Deutsche Welle. Außerdem ist sie für internationale Organisationen als Fotografin tätig: u. a. für Deutsche Stiftung Weltbevölkerung, SOS-Kinderdorf, Terre des Femmes und das Entwicklungsprogramm der Vereinten Nationen (UNDP).
Ihre Fotos werden international ausgestellt und 2023 wurde Andrea Künzig als Mitglied in die Deutsche Gesellschaft für Photographie (DGPh) „aufgrund besonderer Verdienste um die Fotografie und deren Förderung“ berufen.

## Auszeichnungen/Förderungen
Andrea Künzig erhielt mehrere Auszeichnungen für ihre fotografische Arbeit. Sie wurde u. a. 2001 von UNICEF als eine der herausragenden Kinderfotografinnen nominiert und erhielt zuletzt 2013 den Medienpreis der Kindernothilfe für eine Fotoreportage über „Die tapferen Kinder aus Kampala“.
Bereits dreimal (2004, 2008 und 2021) erhielt sie ein Stipendium der VG Bild Kunst.
- 2021: Stipendium im Rahmen von „Neustart Kultur“ und von der VG Bild-Kunst in Bonn[15]
- 2013: Medienpreis der Kindernothilfe mit dem Thema: „Die tapferen Kinder aus Kampala“, (Kindernothilfe)[16]
- 2010: Preis für den Essay „Afrikanischer Fußball: Fokus auf den Hintergrund“, Dokfünf, Hamburg[17]
- 2010: “European Journalist Award of Excellence in Journalism”, Fotoessay über das Fistula Hospital in Äthiopien mit Angelika Gardiner, World Population Foundation, Amsterdam[18]
- 2009: „Deutscher Journalistenpreis“ zum Thema Entwicklung mit Angelika Gardiner, Deutsche Stiftung Weltbevölkerung, Berlin[19][20][21]
- 2008: Stipendium VG Bild-Kunst, Bonn[22]
- 2005: „Fotografin des Monats“, mit Portfolio „Visions: Palestine“, GEO
- 2004: Stipendium VG Bild-Kunst, Bonn[23]
- 2001: Nominiert von UNICEF als „Kinderfotografin des Jahres“[24]
- 2000: 1. Preis „Bild der Wissenschaft“ für den Fotoband „Menschenkinder“, GEO, Gruner und Jahr Verlag[25]

## Bücher (Auswahl)
- Istanbulum – Mein Istanbul, Kehrer Verlag, Heidelberg 2010, ISBN 3-86828-183-5.
- Visions : Palestine, Kehrer Verlag, Heidelberg 2004, ISBN 3-936636-07-9.
- Das Universum des Menschen, GEO, Fotos aus den vergangenen 25 Jahren, 2002, ISBN 3-570-19313-6.
- Menschenkinder, GEO, Gruner und Jahr Verlag, 2000, ISBN 978-3-570-19241-2.
- Der längste Weg heißt Frieden, Die ersten Frauen im palästinensischen Parlament, mit Angela Grünert, dtv-Verlag, 1998, ISBN 3-423-24145-4.

## Ausstellungen
- 2024: „NATURE_up side down“, Foyer Gallery; Das andere Hotel, Berlin-Charlottenburg[26]
- 2023: „100 Jahre Türkische Republik“, Gruppenausstellung, Galerie a/e, Potsdam[27][28]
- 2020: „Dirty Laundry“, Gruppenausstellung im Rahmen des Europäischen Monats der Fotografie (EMOP) 2020, Fotogalerie Friedrichshain, Berlin, 2020[29]
- 2020: „NATURE_up side down“, Waldhalle, Ökowerk Berlin, 2020[30][31]
- 2019: „NATURE_up side down“, Werderpark, Werder, Brandenburg 2019[32]
- 2018: „NATURE_up side down“, Art Moorburg, Hamburg[33]
- 2016: „Angekommen!? Fotografien zu Flucht und Ankunft in Deutschland“, FREELENS Gemeinschaftsprojekt, Vertretung des Landes Rheinland-Pfalz in Berlin (23. September bis 7. Oktober 2016)[34]
- 2016: „Weggehen. Ankommen. Flucht + Aufbruch in Europa“, Atelier + Kantine Dömitz, Hamburg (9. April bis 29. Mai 2016)[35]
- 2015: „DAY BY DAY – In Kambaland“, Listros Galerie Berlin[36][37]
- 2012–2013 „Menschen und ihre Geschichten“, Wanderausstellung der Kulturabteilung Auswärtiges Amt, Türkei
- 2011 „Istanbulum“, ARTHOUSE Arnavutkoy und Goethe-Institut, Istanbul, Türkei[38]
- 2010 „Afrikanischer Fußball: Fokus auf den Hintergrund“, Dokfünf, Kunstleben, Hamburg, Deutschland[39]
- 2009 „One World I“, Fotografien aus Afrika, Prinzessin, Berlin[40]
- 2009 „Grenzland“, Kunst Landing, Aschaffenburg[41]
- 2009 „Grenzland“, Römer 9, Frankfurt am Main[41]
- 2009 „Kein Schnitt ins Leben“, Wanderausstellung gegen weibliche Genitalverstümmelung in Afrika, Terres des Femmes, Schweiz
- 2009 „Die Deutschen und ihre Nationalsymbole“, Haus der Geschichte, Bonn[42][43]
- 2008 „Kein Schnitt ins Leben“, Wanderausstellung gegen weibliche Genitalverstümmelung in Afrika, Terres des Femmes, in Deutschland[44]
- 2007 „Promised Land“, Art Landing, Aschaffenburg, Deutschland[40]
- 2007 “Il corpo imprigionato, African Images”, Cross-Cultural Center, Turin, Italien
- 2006 “Visions: Palestine”, Al Riwaq Gallery, Bahrain[45]
- 2005 “Millennium Development Goals 2015”, BICC (Bonn International Center for Conversion)[46]
- 2004 „Visions: Palestine“, Universität Hamburg
- 2004 „Promised Land“, Robert Morat Galerie, Hamburg[47]
- 2003 „Visions: Palestine“, Emerson Galerie, Berlin[48]